# لوك كوتشلي
لوك كوتشلي (من مواليد 20 أبريل 1991 في سينسيناتي ) لاعب أمريكي الجنسية هو لاعب كرة قدم أمريكية سابق يلعب كلاعب ظهير.

## سيرة شخصية
درس لوك كوتشلي مدرسة سانت كزافييه الثانوية في سينسيناتي.

## المذكرات و المراجع
1. ↑   https://www.stxavier.org/cf_news/view.cfm?newsid=2346. {{استشهاد ويب}}: |url= بحاجة لعنوان (مساعدة) والوسيط |title= غير موجود أو فارغ (من ويكي بيانات) (مساعدة)
2. ↑   http://www.bc.edu/schools/csom/carroll-connection/september-2016/eagles-in-the-nfl.html. {{استشهاد ويب}}: |url= بحاجة لعنوان (مساعدة) والوسيط |title= غير موجود أو فارغ (من ويكي بيانات) (مساعدة)
3. ↑  ESPN.com (بالإنجليزية), QID:Q3046137
4. ↑  Pro Football Reference (بالإنجليزية), Sports Reference, LLC, QID:Q7246590